# Kułada
Kułada (ros. Кулада) – wieś w Rosji, w Republice Ałtaju, w rejonie ongudajskim. W 2010 liczyła 532 mieszkańców.